# Жумаганбетов, Талгат Смагулович
Талгат Смагулович Жумаганбетов (род. 25 января 1965) — доктор исторических наук, профессор АРУ им. К.Жубанова, автор свыше 150 научных трудов по средневековой истории Центральной Азии, среди которых монография и статьи о государственной организации кок-тюрков, джучидов, огузов учебники и учебные пособия для средней общеобразовательной школы, студентов колледжей и университетов.

## Биография
Родился в Актюбинской области 25 января 1965 г. После окончания «с отличием» в 1990 г. Уральского пединститута им. А. С. Пушкина в тот же год отправлен в аспирантуру Института археологии НАН РК. В 1994 под руководством академика НАН РК К. М. Байпакова завершил и защитил тему исследования по хозяйственной деятельности номадов средневекового Казахстана. В последующие годы работал заведующим кафедрой, деканом, проректором в различных ВУЗах гг. Актобе и Уральск. В 2008 г. защитил докторскую диссертацию: «Проблемы формирования и развития древнетюркской системы государственности и права. VI—VIII вв.», по специальности 07.00.02. Доктор исторических наук Т. С. Жумаганбетов проработал 9 лет проректором по научной работе и международным связям в Актюбинском институте ААЭС. Научно-педагогический стаж — 30 лет.
С 2009 г. профессор кафедры АГУ, АРГУ и Актюбинского регионального университета им. К.Жубанова. На основе его исследований были составлены и включены в Учебный план подготовки курсы по магистратуре: «КТМК 6301. Көк-түріктің мемлекеттілігі және құқығы» и по доктарантуре: КП ЖК 7304 «Политический потестариат и обычно-правовая система улуса Джучи: генезис, анейгинация и сегментация. XIII—XV вв.». Научный руководитель двух десятков магистрских диссертаций.

## Научная деятельность
Т. С. Жумаганбетов начинал исследования с разработки вопросов производительных сил средневековых номадов Казахстана. Он расширил и дополнил категорию «номадный способ производства». Полученная подготовка по средневековому аграрному строю и докапиталистическим социумам позволила Т. С. Жумаганбетову, базируясь на современных достижениях такой науки, как теория государства и права, разработать систему государственности и правовых отношений для средневекового этноса кок-тюрков. В данном научном исследовании и последующей деятельности Т. С. Жумаганбетов поставил цель — подвести научную доказательную базу под априори утверждаемое суждение о существовании государства и развитых правовых отношений у средневековых номадов Центральной Азии.
В рамках подготовки данного исследования Талгат Смагулович осуществил две научные стажировки в г. Москва. В результате он получил подготовку в МГЮА (2001—2003 гг.) по евразийской правовой школе у современного руководителя этого направления д.ю.н., профессора И. А. Исаева.
Вторая стажировка (в 2004—2006 гг.) проходила на юридическом факультете РУДН. Данная стажировка у проф. Г. И. Муромцева — научного авторитета (наряду с Г. В. Мальцевым и Т. В. Кашаниной) по естественно-правовой направлению истории права, позволила Талгату Смагуловичу расширить понятие «традиционное обычное право» у кок тюрков до категории средневековая «система права». Определил место «торе» в структуре государственной организации «Тюрк эль» и т. д.
В целом он выполнил основную задачу исследования — выявил причины генезиса и анейгинации государственной организации у кок тюрков. Пришел к выводу, что именно наши предки выработали основные принципы и политические традиции евразийской средневековой государственности, которую использовали для своих потестарных организаций социумы от норманов Руси до восточных монголов-шивэев. Впервые в казахстанской исторической науке подготовил отдельное монографическое исследование по каганатам кок тюрков. Основные выводы исследования были защищены в виде докторской диссертации в Карагандинском госуниверситете им. Е. А. Букетова.
С 2009 по 2019 гг. разрабатывал научную тему: «Золотая Орда. Тюрко-монгольские политические традиции и правовые нормы» (зарегистрирована АО «НЦГНТЭ»). В данной теме продолжена задача по выявлению научных обоснований средневековой государственности, теперь уже у джучидов. Он привел убедительные доказательства развитой государственной организации и разветвленной системы правовых отношений в Золотой Орде, которые базировались на политических традициях кок тюрков и кыпчаков.
Основной вывод исследований и о кок тюрках, и о джучидах — Казахское ханство наследует не только юридический государственность у улуса Джучи, но и базируется на политических и правовых традициях обеих империй. Тема завершена монографией.
На данный момент он продолжает исследования средневековой государственности по международной научной теме «Османская империя». Первый этап этого исследования: «Эволюция государственности у огузского этноса».
В рамках государственной научной программы: «Проблема этнических границ казахского народа» последние три полевых сезона (2016—2019 гг.) под эгидой Международного института кыпчаковедения ведет отдельное направление этой темы: «Этнические границы между казахами и башкуртами».
За время научной деятельности неоднократно возглавлял хоздоговорные научные проекты, был руководителем археологических и этнографических экспедиций.

### Научные труды
Имеет свяше 150 научных трудов в отечественной и зарубежной научной печати, среди которых монографии, учебники для общеобразовательных школ с учебно-методическим сопровождением (в соавторстве), шесть учебных пособии для ВУЗовских студентов, 2 авторских патента.
Имеет индекс цитирования Хирш по РИНЦ- 4, по Scopus prevue — 1

### Награды
- «Лучший преподаватель ВУЗа» — 2008 г.[2]
- «Почётный профессор АРГУ им. К.Жубанова» — 2016 г.[1],
- дипломы и грамоты акимов области и города.

### Основный работы
Сайт https://www.qaz-turk.com/ Архивная копия от 7 декабря 2021 на Wayback Machine Казахский научно-исследовательский институт тюркологии и монголистики (КНИИТМ). Қазақ түркі және моңғолтану ғылыми -зерттеу институты. Kazakh Scientific Research Institute of Turkic and Mongolian Studies. Kazak Türk ve Moğol Araştırmaları Enstitüsü
1. Центрально-азиатские средневековые формы права. Часть 1// Право и политика, № 5(29) 2002., (Москва)
2. Центрально-Азиатские средневековые формы права. Часть 2 // Право и политика, 2002 г., № 6 (30) (Москва)
3. Ежелгі түркіт қоғамындағы азаматтық құқықтық қатынастар // Зан. 2003, № 7 (Алматы)
4. Право собственности на землю у средневековых кочевников. // Восток. Афро-азиатские общества: история и современность. 2003, № 4 (Москва)
5. Проблемы истории кочевых государств. // Вопросы истории, № 6, 2006 (Москва) (Web of Science)
6. The formation of el and Kaganat// Rurociagi 2007. № 2-3 (49). (Польша)
7. Патронимия в государственной организации Золотой Орды // Украіна та Казахстан: актуальні проблеми економіки, політики, історіі. //Збірник наукових праць. — Киів. — 2008. — 156—167.
8. Kaghan Kok-Turks, — to be the embodiment of state power. // polska — kazachstan: integracyjne aspekty europejskiej nauki. Zbiór artykułów naukowych. Kraków (Польша), 2008 r.
9. Казахский хан Жанибек II. // Вестник Каз НУ серия история, 2012.
10. Чёрная и Червонная Русь в период монгольского нашествия// Научный журнал-альманах «Русин» 2019, т.58 (Кишинёв, Республика Молдова, Scopus, совм. Сундетова А. Н.)

### Основные монографии
1. Проблемы формирования и развития древнетюркской системы государственности и права. YI-XII вв. Алматы: Жети Жаргы, 2003 г., — 22,7 п.л.
2. Улус Джучи. Государственная организация и правовые отношения в XIII—XV вв. (Тюрко-кыпчакские политические и правовые традиции в средневековой монгольской государственности). Алматы: Жеті Жарғы, 2020 — 18,5 п.л.

### Основные учебники
1. Археология Казахстана. РИК. Алматы, 1993 Учебное пособие для студентов исторических факультетов вузов. 22,5 п.л. (совместно К. М. Байпаков, Ж. К. Таймагамбетов)
2. История государства и права Республики Казахстан. Алматы: Жети Жаргы, 2000 г. — 4.5 п.л.
3. Қазақстан тарихы. Алматы: Атамура. — 2017. — Жалпы білім мектептің 5-сыныбына арналған оқулық (Кумеков Б. Е. Игликова К. С.)
4. Сайт https://www.qaz-turk.com/ Архивная копия от 7 декабря 2021 на Wayback Machine Казахский научно-исследовательский институт тюркологии и монголистики (КНИИТМ). Қазақ түркі және моңғолтану ғылыми -зерттеу институты. Kazakh Scientific Research Institute of Turkic and Mongolian Studies. Kazak Türk ve Moğol Araştırmaları Enstitüsü